# Asociación de Atletismo de Oceanía
La Asociación de Atletismo de Oceanía (conocida por sus siglas en inglés, OAA, Oceania Athletics Association) es la institución que representa a las federaciones nacionales de atletismo de Oceanía a nivel competitivo ante la IAAF. Asimismo es la responsable de organizar periódicamente las competiciones continentales correspondientes.
Tiene su sede en la ciudad de Gold Coast (Australia).
Cuenta en 2015 con la afiliación de 20 federaciones nacionales de Oceanía. 
El presidente en funciones es Geoff Gardner de la Isla Norfolk.

## Historia
Fue fundada el 21 de agosto de 1969 en la ciudad de Port Moresby (Papúa Nueva Guinea). 
En 1990 es realizado el primer Campeonato de Oceanía de Atletismo en la ciudad de Suva (Fiyi).

## Federaciones nacionales
En 2015 cuenta con la afiliación de 20 federaciones nacionales.
| - Australia - Islas Cook - Fiyi - Guam - Kiribati | - Islas Marianas del Norte - Islas Marshall - Micronesia - Nauru - Isla Norfolk | - Nueva Zelanda - Palaos - Papúa Nueva Guinea - Polinesia Francesa - Islas Salomón | - Samoa - Samoa Americana - Tonga - Tuvalu - Vanuatu |